# مظفری جنوبی
مظفری جنوبی، روستایی است از توابع بخش مرکزی شهرستان دیلم استان بوشهر ایران.

## جمعیت
این روستا در دهستان لیراوی شمالی قرار دارد و بر اساس سرشماری سال ۱۳۸۵ جمعیت آن ۱۷نفر (۵خانوار) می‌باشد.